# 橋本崇載
橋本 崇載（はしもと たかのり、1983年3月3日 - ）は、日本の元将棋棋士。棋士時代は剱持松二九段門下、棋士番号は239だった。愛称は「ハッシー」。2021年4月2日付で現役を引退、2022年11月1日付で日本将棋連盟を退会した。棋士引退後はYouTuberとして活動した期間もあった。

## 経歴

### 出生
1983年3月3日石川県小松市に生まれる。出生後すぐに大阪府に転出しており、その後在住したことはないが、将棋連盟への登録上の出身地は石川県小松市としている。

### 奨励会
1994年9月 奨励会試験では、2位で6級で入会。試験対局の成績は7勝2敗だったが、その2敗はいずれも反則負けであった。当時は福岡県在住で、関西奨励会に所属した。
第24回（1998年後期）より三段リーグ入り。参加2期目の第25回では、阿久津主税に次ぐ暫定2位の成績（12勝4敗）で最終日を迎え、奨励会入会が同期で同い年の阿久津と橋本が同時に昇段する可能性もあったが、2連敗を喫し6位に終わった。5期目となる第28回2000年後期に、15勝3敗の1位で同星の佐々木慎とともに四段昇段を果たす。

### プロ棋士
渡辺明とは同世代の棋士である。
（以下、戦績はいずれも、2021年4月1日現在のもの）

#### 若手時代
初参加の第60期順位戦（2001年度）は、5勝5敗の成績であった。同じく初参加の第15期竜王戦（2002年）では、昇級者決定戦を勝ち抜き6組から5組へ昇級。後述の通り当期以降5期連続で昇級を続けた。
2005年度、大阪府にある両親の実家に転居したため、4月に所属を関東から関西に移した。C級2組在位5期目で迎えた第64期順位戦では、2006年3月14日に行われた最終局に勝利し、8勝2敗・3位の成績でC級1組への昇級を決めた。
2006年9月22日、第19期竜王戦2組昇級者決定戦決勝に勝利して1組昇級を決め、七段に昇段した。竜王戦での初参加からの5期連続昇級は佐藤康光、鈴木大介に次いで3人目だが、橋本は第15期の6組から第19期の2組までの各期各組においてランキング戦で敗れるも、昇級者決定戦を勝ち抜き「5期連続3位での昇級」と珍しい記録となった。第65期順位戦C級1組では、2007年3月13日に行われた最終局に勝利し、9勝1敗・1位でB級2組への連続昇級を決めた。

#### B級2組時代
2007年、夏に再び関東に転居し、所属も関東に戻った。参加6期目の第48期王位戦で予選を勝ち抜き挑戦者決定リーグへの出場権を獲得した。第66期順位戦B級2組では、将棋世界2007年7月号で担当した順位戦昇級予想記事を担当し、自らを本命に挙げるも4勝6敗と予想外の不振に終わる。橋本は、この件について、2008年7月号も担当した将棋世界の同記事（阿久津主税との対談形式）において、「4勝6敗はファンの方に顔を合わせられないくらい恥ずかしくて。いや私はね、相手が弱いとダメなんですよ。去年はあまりに相手が弱すぎて嫌気がさした将棋が何局もあったんです」「もう、相手の弱さに呆れたことが何回もあって。いや、そういう脆さがあるうちはダメでしょうね。ホントは強いんだけど」などと発言した。
2008年度の第49期王位戦でも予選から挑戦者決定リーグ入りし、タイトルホルダーの渡辺明竜王、A級在籍棋士の丸山忠久他を破り最上位者となり、挑戦者決定戦に出場したが羽生善治に敗れ初のタイトル挑戦には至らなかった。第58期王将戦では二次予選2回戦に進出し、自己最高成績を更新した。第34期棋王戦では予選を勝ち抜き本戦に出場。そこでも当時王位のタイトルを保持していた深浦康市に勝利するなど快進撃を続け、準決勝に進出（敗者復活戦出場及び次期シードの権利を獲得）。準決勝で久保利明に、敗者復活戦1回戦で阿部隆にそれぞれ敗れ、タイトル挑戦には至らなかった。
2009年度、第50期王位戦挑戦者決定リーグでは、タイトルホルダーの久保利明棋王、A級在籍棋士の佐藤康光、三浦弘行、井上慶太を破り最上位者となり、2年連続挑戦者決定戦に進出したが木村一基に敗れて初のタイトル挑戦には至らなかった。シード権を獲得して臨んだ第35期棋王戦では前年に続き深浦に勝利し、2年連続で準決勝に進出。しかし準決勝で杉本昌隆に、敗者復活戦1回戦で山崎隆之にそれぞれ敗れタイトル挑戦に至らなかった。
2010年、第23期竜王戦でランキング戦（対松尾歩）及び5位決定戦（対高橋道雄）と連敗し、2組へ降級した。竜王戦では第20期（2007年）から4年連続で1組に在位していたが、いずれも本戦出場に至る成績を修められていなかった。第69期（B級2組在位4期目）において、9勝1敗・1位でB級1組への昇級を決めた。B級2組では負け越しを2度経験していた。

#### A級昇級
2011年度、第83期棋聖戦では1回戦で広瀬章人に勝利しベスト8（2回戦で郷田真隆に敗れる。）。第24期竜王戦では2組ランキング戦で優勝し1組への即復帰を遂げると同時に、本戦トーナメントへ初出場。1回戦で羽生善治名人に勝利するも、2回戦で久保利明二冠に敗れた。第70期順位戦B級1組では、2012年2月3日に行われた第12回戦に勝利して8勝目（3敗）を挙げ、昇級を争っていた山崎隆之と木村一基が5敗目を喫したため、1戦を残してA級への連続昇級及び順位戦規定に基づく八段昇段を遂げた。3月16日の最終戦の深浦康市戦にも勝ち、9勝3敗・1位の成績で、B級1組一期抜けを果たした。タイトル挑戦・棋戦優勝・将棋大賞受賞歴がいずれもない棋士が順位戦A級に昇級するのは、田丸昇以来史上2人目。
2012年度、第61期王座戦は順位戦A級在籍のため2次予選2回戦からシードされ、予選で戸辺誠及び堀口一史座に勝ち、初の本戦出場を果たした。本戦では1回戦で屋敷伸之に敗れた。初めてのA級在籍となった第71期順位戦では強豪を相手に苦戦し、2013年3月1日に行われた最終局は、自身が負けたら無条件で降級、勝っても深浦康市・谷川浩司・高橋道雄のうち2名以上負けないと残留できない厳しい状態で迎えた。結果、羽生善治に敗れて2勝7敗・10位となり、1期でB級1組へ降級した。

#### B級1組降級後
2013年度、第21期銀河戦で決勝トーナメントを勝ち抜いたが、決勝戦で稲葉陽に敗れて準優勝。第63期王将戦では58期以来2度目の二次予選2回戦進出となったがそこで敗退し、以降も挑戦者決定リーグ出場は果たせなかった。
2014年度、第64回NHK杯戦でベスト4進出するも、準決勝の行方尚史戦で二歩の反則手を指して敗退した（後述）。
2016年度、第29期竜王戦ランキング戦で深浦康市に敗退し、5位決定戦でも羽生善治に敗北、2011年より在籍していた1組からの降級が決定した。第66回NHK杯戦ではベスト4に進出するも、準決勝で佐藤和俊に敗れた。
2017年度、第76期順位戦B級1組では最終局に勝てばA級復帰だったが、郷田真隆に敗れて6勝4敗・3位となり昇級を逃した。
2018年度、第77期順位戦B級1組では、前期から一転して不振が続き、最終局に勝ったとしてもクラス残留は他者の結果次第と厳しい状況になった。その最終局では谷川浩司に敗れ、3勝9敗・12位でB級2組へ降級となった。第4期叡王戦では、八段予選戦で豊島将之や山崎隆之らを破り本戦に進出。本戦二回戦で及川拓馬に敗れた。
2019年、第32期竜王戦では2組ランキング戦で準優勝し、1組復帰と本戦トーナメント2回目の出場となるも、1回戦で鈴木大介に敗れた。
2020年、第33期では1組ランキング戦で羽生善治に、5位決定戦で木村一基に敗れ、2組降級となった。

#### 休場と引退
2020年10月1日より2021年3月31日まで一身上の都合により公式戦を休場することになった。期間中に開催される公式戦の対局予定は組まれず、すでに対局予定が組まれていた棋聖戦二次予選の中田宏樹戦と、橋本の2勝3敗で進行していた第79期B級2組の残り5局は不戦敗扱いとなった。その結果、順位戦では降級点がついた。
2021年4月2日付で日本将棋連盟に引退届を提出し受理され、同日にYouTubeチャンネル『橋本崇載チャンネル』とTwitterアカウントを開設した。当時、橋本の将来を案じた連盟常務理事の森下卓は、橋本が提出した引退届の受理を保留し、橋本に何度も翻意を促した。

### 引退後の動向
日本将棋連盟による橋本引退のリリースでは、引退理由を「一身上の都合」としていたが、自身のYouTubeチャンネル動画や雑誌インタビューなどでは、2019年7月に妻が当時1歳の息子を連れて別居を始めたことについて、これを子供の連れ去りだとする自説を主張し、さらに、親による子どもの連れ去りを違法とするための活動を考えていること、その活動が国を批判することとなり、国から優遇を受けて成り立っている将棋連盟への迷惑となることを懸念しての引退であった、と述べている。
同時にこの頃から、新橋駅前での演説やYouTubeチャンネルでの発信など、共同親権問題に取り組むようになった。このように著名人の橋本が共同親権運動に参加したことによって、関係団体からは活動の顔になってもらうべく引っ張りだこになる。しかし、橋本の主張があまりに過激すぎたため（相手方弁護士を汚い言葉で罵倒したり、NGワードを叫び続けたりするなど）、ほどんどの人からは距離を置かれるようになり、一部の過激な活動家たちが橋本を囲い続けた。最終的には、その活動家ともトラブルになり、孤立していった。
2021年9月23日を最後にYouTubeチャンネルへの動画アップロードを停止、11月16日を最後にTwitterへの書き込みが途絶え、その後長期間音信不通となる。

#### 活動再開、将棋界との決別、そして再度の活動停止
2022年7月16日新しいTwitterアカウントを立ち上げ、社会復帰を目指しリハビリを行っていることなどをツイート、その後、復活宣言を行った。8月4日より上記YouTubeチャンネル名を『TAKANORIチャンネル』に変更、新規の動画をアップロードし、福岡市に転居していることなどの近況を報告、さらに長らく音信不通であったことを謝罪するとともに、最悪の時期を脱したため活動を再開すると明らかにした。
YouTubeのメインチャンネルではグルメリポートやお笑い、競馬予想などのエンターテインメント系コンテンツの動画及び週一で『すなっくタカ子』と銘打ったライブ番組を、サブチャンネルでは将棋倶楽部24での自らの実戦譜を利用した将棋講座コンテンツの動画を、配信していた。
2022年11月1日、棋士引退後も正会員であった日本将棋連盟に対し退会届を提出し、同日中に受理された。
2022年11月16日、YouTubeのメイン・サブ両チャンネルともにアカウントを削除し、11月30日にはTwitterアカウントをも削除し、再度活動を停止した。

#### 逮捕
2023年1月17日、元妻を中傷する内容をTwitterに投稿したとして、名誉毀損の疑いで逮捕された。橋本は元妻などの本名と住所を明記した上で「僕を地獄の底に落とした殺人鬼」などと呼び、「無差別殺人起こして自殺したるわ」「ガソリン撒いて火つけたってもええんやぞ」などの投稿を繰り返していた。
逮捕はこれが二度目で、前年の12月にも元妻への名誉毀損容疑で逮捕されていた。
その後名誉毀損罪で起訴され、同年6月23日に大津地方裁判所から懲役1年6月、執行猶予4年の判決を言い渡された。
同年7月20日、元妻とその父を鍬のようなもので殴って殺害しようとしたとして、殺人未遂などの疑いで逮捕された。8月3日、大津地検は橋本の鑑定留置を始めたと明らかにした。鑑定留置の結果、担当医は橋本の刑事責任能力に問題はないと判断した。12月8日、大津地検は橋本を住居侵入と殺人未遂の罪で起訴した。

## 棋風
- 居飛車を主戦場としながら、振り飛車も指す。受け将棋で得意戦法は横歩取り[39]。
- 2012年現在、流行の戦形を研究することは無く、自らの指さない戦形についての知識はほとんど持ち合わせていないと言う。将棋記者に語ったところによれば「僕には自分の世界があるので」とのことである[40]。

## 人物

### NHK杯での話題作り
2004年度のNHK杯テレビ将棋トーナメントに出場した際、金髪のパンチパーマの髪型に、紫色のワイシャツを着用しており、その奇抜な出で立ちが話題となった。そのトーナメントを勝ち進み迎えた羽生善治戦（2005年1月放送）におけるテレビ視聴率は、通常のそれと比べて3倍になったといわれている。
奇抜な出で立ちは、ホストやヤンキーに喩えられることもあるが、対局では和服を着用することが多い。
2007年のNHK杯では度々テレビカメラに視線を送ったことで話題となり、「爆笑 大日本アカン警察」（フジテレビ系）で“カメラを意識しすぎる棋士”として取り上げられた。
こうしたNHK杯での活動をきっかけとして、『週刊ポスト』など一般週刊誌にインタビュー記事が掲載されるようになった。

#### インタビュー
NHK杯では2010年度から対局者の事前インタビューが放送されているが、橋本はそこで度々個性的な発言をしている。
2012年度のNHK杯では、2回戦（10月28日放送）の対局前インタビューで対戦相手の羽生善治の印象を聞かれ、「羽生さん？ 強いよね。序盤、中盤、終盤、隙がないと思うよ。だけどオイラ負けないよ」「えー駒たっ……駒たちが躍動するオイラの将棋を皆さんに見せたいね」と発言をした。これは、同年のNHK杯で佐藤紳哉が豊島将之との対局前のインタビューで発言した内容のパロディであり、噛む場所や身体の横揺れも含めて再現している。この受け答えはネット上で話題となったが、一方で、これを「羽生に対する侮辱」と捉えたファンの非難を浴びることにもなり、その結果橋本はブログとSHOGI - BARのホームページ（後述）を閉鎖した（※2013年5月現在HPはリニューアルされている。）。
2013年度のNHK杯では、2回戦（10月13日放送）の中田宏樹との対局前のインタビューで、佐藤の発言に加えて連続テレビ小説「あまちゃん」のパロディも行い、メモのようなものを見つつ、「中田さん？強いじぇ」「駒たちが躍動するはしちゃんの将棋をみなさんに見せたいじぇ……じぇ……じぇ……」などと発言した。

#### 二歩
2015年3月8日放送の、第64回NHK杯テレビ将棋トーナメントの準決勝第2局（対局者は行方尚史八段）にて、トップ棋士の対局としては異例の二歩の反則負けをした。このニュースによって将棋ファン以外にも「二歩の人」として話題になり、橋本は「猛反省しています。めちゃめちゃ恥ずかしい」「最近の座右の銘は『一歩千金 二歩厳禁』なんです」と語っている。2015年8月16日放送の、第65回NHK杯テレビ将棋トーナメントの2回戦第2局（対局者は澤田真吾六段）のインタビューでも、「二歩」をあらためて関係者と将棋ファンに謝罪した。

### 将棋普及活動など
- 子供教室講師の経験者でもあり、立会解説を行うなど、将棋普及にも熱心であった。
- 2009年12月1日、東京都豊島区池袋に酒と将棋を楽しむバー「SHOGI - BAR」を開店した。バーを開店した目的は将棋の普及のためである。その後2011年4月30日に休業していたが、11月12日より営業を再開した。2015年8月からは、東京都新宿区歌舞伎町に移転し、8月17日にリニューアルオープンした。その後、「SHOGI - BAR」は2017年に閉店[注 9]。
- 2015年に将棋漫画の『ものの歩』の監修、「或るアホウの一生」の棋譜監修を務めた。

#### メディア出演
- 2009年度前期のNHK「将棋講座」の講師を担当した。タイトルは「橋本崇載の受けのテクニック教えます」。2009年8月2日放送分では、夏をイメージして聞き手の中村桃子は浴衣姿で、橋本は浮き輪を持って出演した。
- 2015年4月には芸能人としてエイピーエンタテインメント[44]と契約を結んだことを明らかにし、以後バラエティ番組などの出演を積極的に行っている。
- 集英社『週刊プレイボーイ』で「一歩千金 二歩厳禁」と題し「将棋界のウラ話[51]」を主な内容とするコラムを、2016年4月16日号から2016年12月12日号まで連載した。
- 2016年9月に『3月のライオン』12巻が発売されるのに先立ち、佐藤紳哉七段とともに動画に出演し宣伝を行なった[52][出典無効]。
- 2016年9月12日に、橋本の素行を将棋連盟の上層部が問題視していると伝え聞き、Twitterで「将棋の普及活動していたつもりなんだけど」「他にもっと大きな問題が山ほどあるやろ」と連盟の執行部を批判した[53]。

### 将棋ソフト
- 2005年9月、コンピュータ将棋ソフト「TACOS」と対局し勝利。しかし、橋本は敗北寸前まで追い詰められた。(ただし本人はこの対局は指導対局のようにわざと緩めて指しただけであり、TACOSについては奨励会に入る以前の実力しかなく、「私でいえば、十歳の頃でも勝てたレベル」だったと自書「棋士の一分」で主張)
- 第1期電王戦が山崎隆之の2連敗で幕を閉じた2016年5月22日、「山崎叡王は将棋に似たゲームで負けただけ」「将棋界が人工知能と共存していくのは、プロ棋士全員の総意ではない」「Twitterで語りきれない詳細は書籍で述べたい」旨の内容をTwitterで発言した[54]。
- 優勝者が第2期電王戦に出場する第2期叡王戦（2016年度）への不参加を表明した。
- 2016年10月に、将棋ソフト不正使用疑惑に関して「ソフトを使いカンニングしている棋士がいる」[注 10]とTwitterで発言。橋本自身、「以前からソフト指し、モラル、カンニング、再三警鐘を鳴らしてきた」と違反行為を激しく非難した。
  - 同年12月の著書『棋士の一分』でも、「スマホ不正疑惑をなぜ未然に防ぐことができなかったのか」と「見て見ぬふりをしてきた将棋ムラ」の問題点を述べている[55]。
  - ただし、疑いをかけられていた三浦弘行の無実が認められたのち、橋本は三浦に直接謝罪、和解し、ネット上でも謝罪の弁を綴ったうえで、三浦の名誉回復にも力を尽くしたい旨を述べている[56]。

### その他
- 連盟への登録上の出身地を石川県小松市としている縁により、小松市には人間国宝の三代目徳田八十吉が初代後援会長を務めた後援会が新人時代に起ち上げられ、石川県で開催される棋戦では大盤解説者として呼ばれることも多い。
- 日本将棋連盟の2015年度理事選挙に初出馬し、90票台の票を集めるが、次点にとどまった。
- 羽生世代・ポスト羽生世代や渡辺明等の強豪棋士に挟まれ、思うような実績を挙げていないからなのか、自身の他に山崎隆之・阿久津主税・松尾歩の4人をまとめて「残念四天王」と自虐的に評していた[57]。

## 昇段履歴
- 1994年00月00日 ： 6級 = 奨励会入会
- 1996年00月00日 ： 初段
- 2001年04月01日 ： 四段 = プロ入り
- 2005年02月24日 ： 五段（勝数規定 ／公式戦100勝）
- 2006年04月01日 ： 六段（竜王戦2組昇級 = 竜王戦の昇段規定変更による昇段、通算124勝66敗[58]）[59]
- 2006年09月22日 ： 七段（竜王戦1組昇級）[60]
- 2012年02月03日 ： 八段（順位戦A級昇級）[61]
- 2021年04月02日 ： 引退（通算414勝303敗、対局数717、勝率0.577）[62][63]

## 主な成績

### 在籍クラス
| 開始 年度 | (出典)順位戦出典 | (出典)順位戦出典                                         | (出典)順位戦出典                                         | (出典)順位戦出典                                         | (出典)順位戦出典                                         | (出典)順位戦出典                                         | (出典)順位戦出典                                         | (出典)順位戦出典                                         | (出典)竜王戦出典 | (出典)竜王戦出典                          | (出典)竜王戦出典                          | (出典)竜王戦出典                          | (出典)竜王戦出典                          | (出典)竜王戦出典                          | (出典)竜王戦出典                          | (出典)竜王戦出典                          | (出典)竜王戦出典                          | (出典)竜王戦出典                          |
| 開始 年度 | 期               | 名人                                                     | A級                                                      | B級                                                      | B級                                                      | C級                                                      | C級                                                      | 0                                                        | 期               | 竜王                                      | 1組                                       | 2組                                       | 3組                                       | 4組                                       | 5組                                       | 6組                                       | 決勝 T                                    |                                           |
| 開始 年度 | 期               | 名人                                                     | A級                                                      | 1組                                                      | 2組                                                      | 1組                                                      | 2組                                                      | 0                                                        | 期               | 竜王                                      | 1組                                       | 2組                                       | 3組                                       | 4組                                       | 5組                                       | 6組                                       | 決勝 T                                    |                                           |
| --- | ---------------- | -------------------------------------------------------- | -------------------------------------------------------- | -------------------------------------------------------- | -------------------------------------------------------- | -------------------------------------------------------- | -------------------------------------------------------- | -------------------------------------------------------- | ---------------- | ----------------------------------------- | ----------------------------------------- | ----------------------------------------- | ----------------------------------------- | ----------------------------------------- | ----------------------------------------- | ----------------------------------------- | ----------------------------------------- | ----------------------------------------- |
| 2001 | 60               |                                                          |                                                          |                                                          |                                                          |                                                          | C241                                                     | 5-5                                                      | 15               |                                           |                                           |                                           |                                           |                                           |                                           | 6組                                       | --                                        | 2-1/昇6-0                                 |
| 2002 | 61               |                                                          |                                                          |                                                          |                                                          |                                                          | C224                                                     | 8-2                                                      | 16               |                                           |                                           |                                           |                                           |                                           | 5組                                       |                                           | --                                        | 3-1/昇1-0                                 |
| 2003 | 62               |                                                          |                                                          |                                                          |                                                          |                                                          | C202                                                     | 5-5                                                      | 17               |                                           |                                           |                                           |                                           | 4組                                       |                                           |                                           | --                                        | 2-1/昇4-0                                 |
| 2004 | 63               |                                                          |                                                          |                                                          |                                                          |                                                          | C220                                                     | 7-3                                                      | 18               |                                           |                                           |                                           | 3組                                       |                                           |                                           |                                           | --                                        | 0-1/昇5-0                                 |
| 2005 | 64               |                                                          |                                                          |                                                          |                                                          |                                                          | C207                                                     | 8-2                                                      | 19               |                                           |                                           | 2組                                       |                                           |                                           |                                           |                                           | --                                        | 1-1/昇3-0                                 |
| 2006 | 65               |                                                          |                                                          |                                                          |                                                          | C127                                                     |                                                          | 9-1                                                      | 20               |                                           | 1組                                       |                                           |                                           |                                           |                                           |                                           | --                                        | 0-1/出1-1                                 |
| 2007 | 66               |                                                          |                                                          |                                                          | B219                                                     |                                                          |                                                          | 4-6                                                      | 21               |                                           | 1組                                       |                                           |                                           |                                           |                                           |                                           | --                                        | 1-1/出0-1                                 |
| 2008 | 67               |                                                          |                                                          |                                                          | B216                                                     |                                                          |                                                          | 6-4                                                      | 22               |                                           | 1組                                       |                                           |                                           |                                           |                                           |                                           | --                                        | 0-1/出1-1                                 |
| 2009 | 68               |                                                          |                                                          |                                                          | B210                                                     |                                                          |                                                          | 4-6                                                      | 23               |                                           |                                           | 2組                                       |                                           |                                           |                                           |                                           | --                                        | 0-1/出0-1                                 |
| 2010 | 69               |                                                          |                                                          |                                                          | B215                                                     |                                                          |                                                          | 9-1                                                      | 24               |                                           |                                           | 2組                                       |                                           |                                           |                                           |                                           | 1-1                                       | 4-0/昇0-0                                 |
| 2011 | 70               |                                                          |                                                          | B112                                                     |                                                          |                                                          |                                                          | 9-3                                                      | 25               |                                           | 1組                                       |                                           |                                           |                                           |                                           |                                           | --                                        | 2-1/出0-1                                 |
| 2012 | 71               |                                                          | A 09                                                     |                                                          |                                                          |                                                          |                                                          | 2-7                                                      | 26               |                                           | 1組                                       |                                           |                                           |                                           |                                           |                                           | --                                        | 1-1/出0-1                                 |
| 2013 | 72               |                                                          |                                                          | B102                                                     |                                                          |                                                          |                                                          | 6-6                                                      | 27               |                                           | 1組                                       |                                           |                                           |                                           |                                           |                                           | --                                        | 2-1/出0-1                                 |
| 2014 | 73               |                                                          |                                                          | B107                                                     |                                                          |                                                          |                                                          | 8-4                                                      | 28               |                                           | 1組                                       |                                           |                                           |                                           |                                           |                                           | --                                        | 1-1/出1-1                                 |
| 2015 | 74               |                                                          |                                                          | B105                                                     |                                                          |                                                          |                                                          | 7-5                                                      | 29               |                                           | 1組                                       |                                           |                                           |                                           |                                           |                                           | --                                        | 0-1/出0-1                                 |
| 2016 | 75               |                                                          |                                                          | B104                                                     |                                                          |                                                          |                                                          | 7-5                                                      | 30               |                                           |                                           | 2組                                       |                                           |                                           |                                           |                                           | --                                        | 2-1/昇0-1                                 |
| 2017 | 76               |                                                          |                                                          | B103                                                     |                                                          |                                                          |                                                          | 6-4                                                      | 31               |                                           |                                           | 2組                                       |                                           |                                           |                                           |                                           | --                                        | 2-1/昇0-1                                 |
| 2018 | 77               |                                                          |                                                          | B104                                                     |                                                          |                                                          |                                                          | 3-9                                                      | 32               |                                           |                                           | 2組                                       |                                           |                                           |                                           |                                           | 0-1                                       | 3-1/昇0-0                                 |
| 2019 | 78               |                                                          |                                                          |                                                          | B201                                                     |                                                          |                                                          | 6-4                                                      | 33               |                                           | 1組                                       |                                           |                                           |                                           |                                           |                                           | --                                        | 0-1/出0-1                                 |
| 2020 | 79               |                                                          |                                                          |                                                          | B205x                                                    |                                                          |                                                          | 2-8                                                      | 34               |                                           |                                           | 2組                                       |                                           |                                           |                                           |                                           | --                                        | 休場                                      |
| |                  | 第79期順位戦は途中休場(5局不戦敗) → 2021年4月2日付で引退 | 第79期順位戦は途中休場(5局不戦敗) → 2021年4月2日付で引退 | 第79期順位戦は途中休場(5局不戦敗) → 2021年4月2日付で引退 | 第79期順位戦は途中休場(5局不戦敗) → 2021年4月2日付で引退 | 第79期順位戦は途中休場(5局不戦敗) → 2021年4月2日付で引退 | 第79期順位戦は途中休場(5局不戦敗) → 2021年4月2日付で引退 | 第79期順位戦は途中休場(5局不戦敗) → 2021年4月2日付で引退 |                  | 第34期竜王戦は休場 → 2021年4月2日付で引退 | 第34期竜王戦は休場 → 2021年4月2日付で引退 | 第34期竜王戦は休場 → 2021年4月2日付で引退 | 第34期竜王戦は休場 → 2021年4月2日付で引退 | 第34期竜王戦は休場 → 2021年4月2日付で引退 | 第34期竜王戦は休場 → 2021年4月2日付で引退 | 第34期竜王戦は休場 → 2021年4月2日付で引退 | 第34期竜王戦は休場 → 2021年4月2日付で引退 | 第34期竜王戦は休場 → 2021年4月2日付で引退 |
| 順位戦、竜王戦の 枠表記 は挑戦者。右欄の数字は勝-敗(番勝負/PO含まず)。 順位戦の右数字はクラス内順位 ( x当期降級点 / *累積降級点 / +降級点消去 ) 順位戦の「F編」はフリークラス編入 /「F宣」は宣言によるフリークラス転出。 竜王戦の 太字 はランキング戦優勝、竜王戦の 組(添字) は棋士以外の枠での出場。 |                  |                                                          |                                                          |                                                          |                                                          |                                                          |                                                          |                                                          |                  |                                           |                                           |                                           |                                           |                                           |                                           |                                           |                                           |                                           |

### 記録
- 竜王戦での6組→1組の5連続昇級（第15-19期／佐藤康光、鈴木大介に次いで史上3人目）
- 竜王戦における、5期連続の昇級者決定戦による昇級（第15-19期いずれも3位／史上初）

### 年度別成績
| 年度              | 対局数 | 勝数 | 負数 | 勝率   | (出典) | 通算成績 | 通算成績 | 通算成績 |
| ----------------- | ------ | ---- | ---- | ------ | ------ | -------- | -------- | -------- |
| 2001年度          | 37     | 23   | 14   | 0.6216 | [ 66 ] | 対局数   | 勝数     | 負数     |
| 2002年度          | 35     | 25   | 10   | 0.7142 | [ 67 ] | 72       | 48       | 24       |
| 2003年度          | 45     | 29   | 16   | 0.6444 | [ 68 ] | 117      | 77       | 40       |
| 2004年度          | 42     | 27   | 15   | 0.6428 | [ 69 ] | 159      | 104      | 55       |
| 2005年度          | 31     | 20   | 11   | 0.6451 | [ 70 ] | 190      | 124      | 66       |
| 2006年度          | 42     | 31   | 11   | 0.7380 | [ 71 ] | 232      | 155      | 77       |
| 2007年度          | 45     | 29   | 16   | 0.6444 | [ 72 ] | 277      | 184      | 93       |
| 2008年度          | 46     | 28   | 18   | 0.6086 | [ 73 ] | 323      | 212      | 111      |
| 2009年度          | 41     | 19   | 22   | 0.4634 | [ 74 ] | 364      | 231      | 133      |
| 2010年度          | 34     | 22   | 12   | 0.6470 | [ 75 ] | 398      | 253      | 145      |
| 2001-2010 (小計)  | 398    | 253  | 145  |        |        | 通算成績 | 通算成績 | 通算成績 |
| 年度              | 対局数 | 勝数 | 負数 | 勝率   | (出典) | 対局数   | 勝数     | 負数     |
| 2011年度          | 39     | 29   | 10   | 0.7435 | [ 76 ] | 437      | 282      | 155      |
| 2012年度          | 29     | 10   | 19   | 0.3448 | [ 77 ] | 466      | 292      | 174      |
| 2013年度          | 33     | 18   | 15   | 0.5454 | [ 78 ] | 499      | 310      | 189      |
| 2014年度          | 35     | 18   | 17   | 0.5142 | [ 79 ] | 534      | 328      | 206      |
| 2015年度          | 32     | 15   | 17   | 0.4687 | [ 80 ] | 566      | 343      | 223      |
| 2016年度          | 29     | 18   | 11   | 0.6206 | [ 81 ] | 595      | 361      | 234      |
| 2017年度          | 30     | 13   | 17   | 0.4333 | [ 82 ] | 625      | 374      | 251      |
| 2018年度          | 39     | 19   | 20   | 0.4871 | [ 83 ] | 664      | 393      | 271      |
| 2019年度          | 35     | 17   | 18   | 0.4857 | [ 84 ] | 699      | 410      | 289      |
| 2020年度          | 18     | 4    | 14   | 0.2222 | [ 85 ] | 717      | 414      | 303      |
| 2011-2020 (小計)  | 319    | 161  | 158  |        |        |          |          |          |
| 通算              | 717    | 414  | 303  | 0.5774 | [ 62 ] |          |          |          |
| 2021年4月2日 引退 |        |      |      |        |        |          |          |          |

## 著書

### 単行本
- 橋本崇載の勝利をつかむ受け(NHK将棋シリーズ)（2010年2月、日本放送出版協会、ISBN 978-4140161784）
- マイナビ将棋BOOKS 橋本流 中終盤急所の一手（2011年11月、マイナビ、ISBN 978-4839940812）
- 棋士の一分 将棋界が変わるには(角川新書)（2016年12月、角川書店、ISBN 978-4040821207）

### 監修
- ものの歩（2015年 - 2016年、作画：池沢春人、集英社）
- 或るアホウの一生（2015年 - 2018年、作画：トウテムポール、小学館）
- マンガでマスター 将棋教室（2015年、作画：村川和宏、ポプラ社）

## 出演

### ウェブテレビ
- 橋本道場 負けて勝つ!（2016年8月 - 11月、ポニーキャニオン配信サービス「ぽにちゃん」）[86]全10回
- ゲーム「ワールドクロスサーガ」（アクセルマーク）CM[87]。